# Doulab
Un doulab (en arabe : دولاب ; littéralement «roue» ; pluriel : dawālīb, arabe : دواليب) est une courte composition instrumentale utilisée comme introduction au maqâm en musique arabe. Elle est généralement réalisée à l'unisson par un ensemble complet d'instrumentistes.
La fonction du doulab est la même que celle du bashraf et du samai, sauf qu'il est composé d'un très petit nombre de phrases musicales.